# Rio Apele Vii
O Rio Apele Vii é um rio da Romênia afluente do rio Valea Rea, localizado no distrito de Dolj.